# Роберт I (епископ Меца)
Роберт I (Руотберт I; лат. Rotbertus; умер в январе 917) — епископ Меца с 883 года.

## Биография
Основными средневековыми нарративными источниками о Роберте I являются «Хроника» Регино Прюмского и «Деяния мецских епископов». Письма и другие связанные с Робертом I документы опубликованы в 132-м томе Patrologia Latina.
Роберт I происходил из знатной алеманнской семьи. Образование он получил в монастыре Святого Галла, где его наставником был Ноткер Заика. Позже, уже покинув аббатство, Роберт вёл переписку со ставшим ему другом Ноткером, а также посвятил тому четыре написанных им гимна в честь святого Стефана Первомученика. В монастыре же Святого Галла Роберт был посвящён в духовный сан. После окончания обучения он сам некоторое время преподавал в монастырской школе, за свои большие знания получив от учеников прозвище «Магистр». От этого времени сохранились девять писем Роберта к друзьям.
По инициативе императора Карла III Толстого 22 апреля 883 года Роберт I был избран епископом Меца. Здесь он стал преемником погибшего 11 апреля прошлого года в сражении при Ремихе Валы. По неизвестным причинам епископская кафедра в Меце больше года была вакантной, а получавшиеся её главами доходы переданы Гуго Эльзасскому. Церемонию интронизации Роберта I провёл его митрополит Радбод Трирский. Точно неизвестно, получил ли новый епископ Меца тогда же от папы римского Марина I архиепископский паллий, как тот получали его предшественники Хродеганг, Дрого и Вала.
В 886 году Карл III Толстый провёл в Меце государственную ассамблею Франкской империи. В 888 году, уже при правителе Восточно-Франкского королевства Арнульфе Каринтийском, Роберт I участвовал в государственном собрании во Франкфурте-на-Майне. В том же году герцог Гвидо Сполетский, до того, вероятно, находившийся в Меце, уехал в Лангр и там короновался как правитель Западно-Франкского королевства.
Около 888 года Роберт I назначил своим каноником Стефана Льежского, который посвятил своему благодетелю собрание литургических текстов «Liber capitularis».
1 мая 888 года в Меце под председательством Роберта I был проведён церковный синод. Среди прочих принятых здесь постановлений было решено дополнить христианскую молитву словами: «…и от жестокости норманнов избави нас, Господи!» (лат. «A turore Novmannorum libera nos, o Domine!»). При Роберте I, благодаря победе Арнульфа Каринтийского в сражении при Лёвене в 891 году, набеги викингов на Рейнскую область прекратились. Последнее из таких вторжений упоминается во франкских анналах в 892 году.
В 893 году в Меце состоялся ещё один поместный собор, провести который до того планировалось в Трире. В 895 году Роберт I участвовал в синоде духовенства Восточно-Франкского королевства в Требуре.
После передачи в 895 году Арнульфом Каринтийским Лотарингии своему сыну Цвентибольду, территория Мецской епархии перешла этому Каролингу, после его смерти в 900 году — вошла во владения Людовика IV Дитяти, а с 911 года — в Западно-Франкское королевство Карла III Простоватого. При Роберте I правители из династии Каролингов неоднократно посещали Мец: Карл III Толстый — несколько раз, Людовик IV Дитя — дважды, а Карл III Простоватый — трижды. Однако какое положение епископ занимал при них, и участвовал ли он вообще в государственной деятельности — неизвестно. Вероятно, с Роберта I главы Мецской епархии начали утрачивать то большое влияние, какое они ранее имели при дворе Каролингов.
Роберт I переписывался с папой римским Стефаном V (VI) по вопросу повышения в сане лишившегося пальца на войне священника Флавиана. Папа признал это возможным, так как увечье было незначительным и причинено другой персоной.
В средневековых источниках главными заслугами Роберта I называются восстановление по его приказу разрушенных викингами монастырей епархии и городских стен Меца. Также на выделенные епископом средства в Льеже было начато строительство церкви Святого Стефана. Роберт I покровительствовал художнику Туотило, который некоторое время жил и работал при его дворе. Епископу Меца приписывают авторство жития святого Теодора Октодурского. Стремясь возродить пришедшее в упадок аббатство Горз, Роберт I в 910 году стал управлять им как настоятель, а в 912 году передал этот сан Вигерику. Известно о напряжённых отношениях епископа с капитулом находившегося в его епархии аббатства Святого Арнульфа.
Роберт I умер в январе 917 года и был похоронен в монастыре Святого Галла. Его преемником в епископском сане стал аббат Горза Вигерик.

## Комментарии
1. ↑  В источниках упоминаются различные даты смерти Роберта I: 2 января[2][3][5][7][10], 3 января[2] и 9 января[6].